# Jacques Delille
Jacques Delille (Clermont-Ferrand (?), 22 de junio de 1738 - París, noche del 1 al 2 de mayo de 1813). Poeta francés.
Su lugar de nacimiento un tanto controvertido, según algunos biógrafos nació en Sardón o en La Canière, según otros: Pontgibaud en Aigueperse (Puy-de-Dôme) (donde residían sus padres), o, por último, en Clermont-Ferrand, lo que es lo más probable, calle de los Zapateros, o calle del Escudo (hoy Avenida de los Estados Unidos). Delille ostentó, durante un tiempo, el título de abad porque era propietario de la abadía de San Severino; no continuó con la carrera eclesiástica y obtuvo una dispensa para poderse casar.

## Biografía
Jacques, hijo natural, "concebido en un jardín de Aigueperse (Puy-de-Dôme), bajo un cielo estrellado de septiembre" nació en casa de un partero, calle de los Zapateros, en Clermont-Ferrand, el 22 de junio de 1738 de Marie-Hiéronyme Bérard, de la familia del canciller Michel de L'Hospital. Fue reconocido por Antoine Montanier, abogado en el Parlamento de Clermont-Ferrand, que murió poco tiempo después dejando una modesta pensión vitalicia de cien escudos. Su madre, tan discreta como bella, le transmitió un prado, en Pontgibaud, lo que le permitió añadir a su nombre el patronímico Delille.
Hasta los doce o trece años estuvo en casa de una nodriza en Chanonat donde recibió sus primeras lecciones de cura de una villa. Enviado a París cursó brillantemente sus estudios en el colegio de Lisieux, y se colocó como maestro en un colegio de Beauvais, más tarde fue profesor en un colegio de Amiens y, después, en el colegio de la Marche de París. Empezó a destacar por su talento como versificador, especialmente por una aptitud excepcional para la poesía didáctica.
Su éxito, conseguido de inmediato, se debió a su traducción, en verso, de las Géorgiques de Virgilio, que publicó en 1770. Luis Racine intentó disuadirle de este empeño, que juzgaba temerario, pero Delille persistió en ello convenciendo a Racine con sus primeros ensayos. Su poema fue acogido con gran entusiasmo, solo criticado por la voz discordante de Jean-Marie-Bernard Clément, de Dijon. "Abrumado por la lectura de las Géorgiques de M. Delille, -escribía Voltaire, académico francés, en marzo de 1772-, reconozco la enorme dificultad satisfactoriamente superada, y creo que no se puede rendir mejor tributo a Virgilio y a la nación. El poema de las Estaciones de Jean-François de Saint Lambert, y la traducción de las Géorgiques me parecen los dos mejores poemas que hayan glorificado a Francia después del "Arte poético".

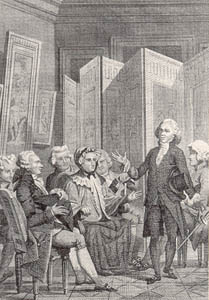
Delille recitando La conversación, en el salón de Madame Geoffrin.

Delille fue elegido miembro de la Academia francesa en 1772, pero el mariscal-duque de Richelieu hizo bloquear su elección por el rey aduciendo que era demasiado joven. De nuevo fue elegido en 1774, esta vez fue recibido por la ilustre Compañía, Jean-François de La Harpe escribió un artículo en el Mercure de France mostrando su indignación por el hecho de que un talento tan excepcional se viera reducido a dictar lecciones de latín a los escolares, Delille fue llamado a ocupar el sillón de poesía latina en el Collège de France.
La ascensión de Delille se aceleró tras la muerte de Voltaire que podía pasar por ser su único rival. Tanto la corte como el mundo de las letras reconocieron, unánimemente, la superioridad de su talento. Fue protegido, a la vez, por Madame Geoffrin, María Antonieta y por el conde de Artois. Ëste último le concedió la abadía de San Severino, por el hecho de haber recibido las órdenes menores en Amiens en 1762 , que le reportaba 30.000 francos.
En 1782 la publicación del poema de Los Jardines, sin duda la obra más célebre de Delille, obtuvo un nuevo triunfo, aumentado por el talento con el cual el autor supo leer sus versos en la Academia y en el Collage. El conde de Choiseul-Gouffier llegó a ofrecerle, para salvaguardarle de tanta adulación, un puesto en su embajada de Constantinopla. En 1786 vive en compañía de su amante, Marie-Jeanne de Vaudechamps, con la que se casaría en 1799.
En el transcurso de la Revolución francesa, Delille perdió los beneficios que eran su fuente de subsistencia, lo que le produjo mucha inquietud, conservó, sin embargo, su libertad aunque sacrificando sus ideas a la hora de componer, a petición de Pierre-Gaspard Cahumette, un "Ditirambo sobre el Ser supremo y la inmortalidad del alma". Durante el Directorio se retiró a Saint-Dié, país de su mujer, más tarde abandonó Francia, tras el 9thermidor, cuando los "otros" entraron, se fue a Suiza, Alemania, y Inglaterra. Durante su exilio, estimulado por su mujer, que tenía gran ascendiente sobre él, trabajó denodadamente. Compuso "El hombre de los campos" (L’Homme des champs) y empezó "Los tres reinos de la naturaleza" (Les Trois règnes de la nature), en Suiza; compuso "La Piedad" (La Pieté) en Alemania y tradujo Paradise Lost (El paraíso perdido) de John Milton en Londres.
Volvió a Francia en 1802 y retomó su carrera en el College de France y su sillón en la Academia Francesa. Al final de su vida se quedó ciego, como Homero, y este hecho aumentó la admiración, próxima a la idolatría, que le profesaban. Murió de un ataque de apoplejía en la noche del 1 al 2 de mayo de 1813. Su cuerpo fue expuesto durante tres días en un catafalco, en el College de France, la frente ceñida con una corona de laurel y, considerado como el mayor poeta francés, recibió unos funerales grandiosos, seguidos por una muchedumbre. Está enterrado en el Cementerio de Père-Lachaise.

## Obra
Posteridad literaria
Generalmente se le niega a Delille, el genio de la invención, pero se le clasifica en el primer lugar, tanto en el arte de la versificación, como en el de la descripción.
Delille se consagró, casi por completo, a la poesía descriptiva. Es un arte lleno de ingeniosidad, en el que la preocupación mayor del versificador es la de encontrar las perífrasis elegantes y contenidas para describir las cosas triviales con su propio nombre, no sustituyéndoles por el lenguaje poético de la época, con el riesgo, a menudo, de resultar afectadas o ridículas.
No hay, en la poesía de Delille, ninguna emoción, ni un sentimiento emotivo sobre la belleza de la naturaleza. Cuando un verso contiene acentos románticos son, solamente, una traición del azar, no debidos a la inspiración, como el célebre:
"J’aime à meler mon deuil au deuil de la nature" (quiero mezclar mi duelo con el duelo de la naturaleza) Les Jardins, Canto IV.
La poesía descriptiva de Delille decayó rápidamente después de su muerte. Los Románticos le reprochaban su miedo a la palabra justa: Balzac, en Les Paysans, se burla de un émulo de Delille, autor de una Bilboquéide, mientras que Stendhal escribe: "los amantes tartufos de la naturaleza, como el abad Delille".

## Lista cronológica
- Les Géorgiques de Virgilio, 1770: Es la obra principal de Delille. "Es una obra deliciosa", escribió Jean- François Joseph Dussault, de una corrección rara, de una facilidad y una flexibilidad admirables, que supone el gusto más delicado y más refinado, un conocimiento profundo de nuestro estilo poético. Pero ¿es ésta una verdadera traducción? ¿Se reconoce el ingenio de Virgilio? El imitador francés ha modificado a los hermosos varones, imponentes y puros del original, las gracias un poco amaneradas, una especie de afectación, de coquetería, adaptándolas, sin duda, al carácter de su talento y, quizá, más conforme con el gusto de sus contemporáneos. Se dice de esta traducción que es una traducción original, y eso es verdad, pero también es la prueba de que es una traducción en la que se encuentra a Delille no a Virgilio". Más lapidario, Chateaubriand, dijo: "Es un cuadro de Rafael maravillosamente copiado por Pierre Mignard".

- Les jardins ou l’art d’embellir les paisajes, poema en 8 cantos (1782: Este poema tuvo más éxito todavía que las Géorgiques. Pero si bien la versificación es muy ingeniosa, peca, gravemente, por la ausencia de un proyecto e, incluso, de ideas. Es una sucesión de cuadros en el que, cada uno es, únicamente, un pretexto para el verso, burdamente enlazados por torpes transiciones.

- Bagatelles jetées au vent, 1799

- L'homme des champs, ou Les géorgiques françoises, 1800

- Dithyrambe sur l’immortalité de l’âme, 1802

- Poésies fugitives, 1802

- La Pitié, poema en cuatro cantos, 1803; Delille condenó, en términos muy enérgicos los excesos de la Revolución francesa, exponiendo unas consideraciones sobre la esclavitud en las colonias, en las cuales se compadecía, sobre todo, por la suerte de los colonos. Este poema está considerado como una de sus obras menores.

- Le paradis perdu de Milton, 1805: Copia en verso, más que una traducción propiamente dicha.

- L’imagination, poema en ocho cantos, 1806: Este poema peca, como otros muchos de Delille, por su composición, aunque tiene numerosos pasajes muy interesantes, por ejemplo los que se refieren a Jean-Jacques Rousseau, u otros sobre las catacumbas, o el himno a la belleza. El verso más famaoso es el que se grabó en el frontón de las catacumbas de París: "¡Detente! He aquí el imperio de la muerte" .

- Les Trois règnes de la natura, 1809: Se trata de una especie de tratado psíquico en verso, en el que la ingeniosidad descriptiva del poeta alcanza lo indescriptible. "En este poema, escribe Pierre-François Tissot, se ve cómo el triunfo del género descriptivo, se ha desacreditado como nunca entre nosotros (…) Todos los vicios de su estilo, los conceptos, las antítesis, la simetría de los versos en dos compartimentos, las transiciones sin arte, pululan por todo él hasta el punto de hacerse insoportables".

- La conversation, poema 1812: Delille quiso plasmar los retratos de los novelistas, del erudito aburrido, del burgués, del mendicante, del desordenado, etc. Pero la composición es monótona y el estilo, con frecuencia, poco cuidado.

Sus obras fueron publicadas por Joseph-François Michaud, 1824, 16 vol. In-8, editadas por Lefevre, con notas, 1833, 1 vol. Grande in-8; y se encuentran reunidas en un solo volumen compacto en el Pantheón literaire.
- Datos: Q981922
- Multimedia: Jacques Delille / Q981922
- Textos: Autor:Jacques Delille